# Vila Marim (Vila Real)
Pour les articles homonymes, voir Vila Marim.
Vila Marim est une localité de la commune portugaise de Vila Real.